# Blek fingersvamp
Blek fingersvamp (Ramaria pallida) är en svampart som först beskrevs av Jakob Christan Schaeffer, och fick sitt nu gällande namn av Ricken 1920. Ramaria pallida ingår i släktet Ramaria och familjen Gomphaceae.   Inga underarter finns listade i Catalogue of Life.

## Bildgalleri

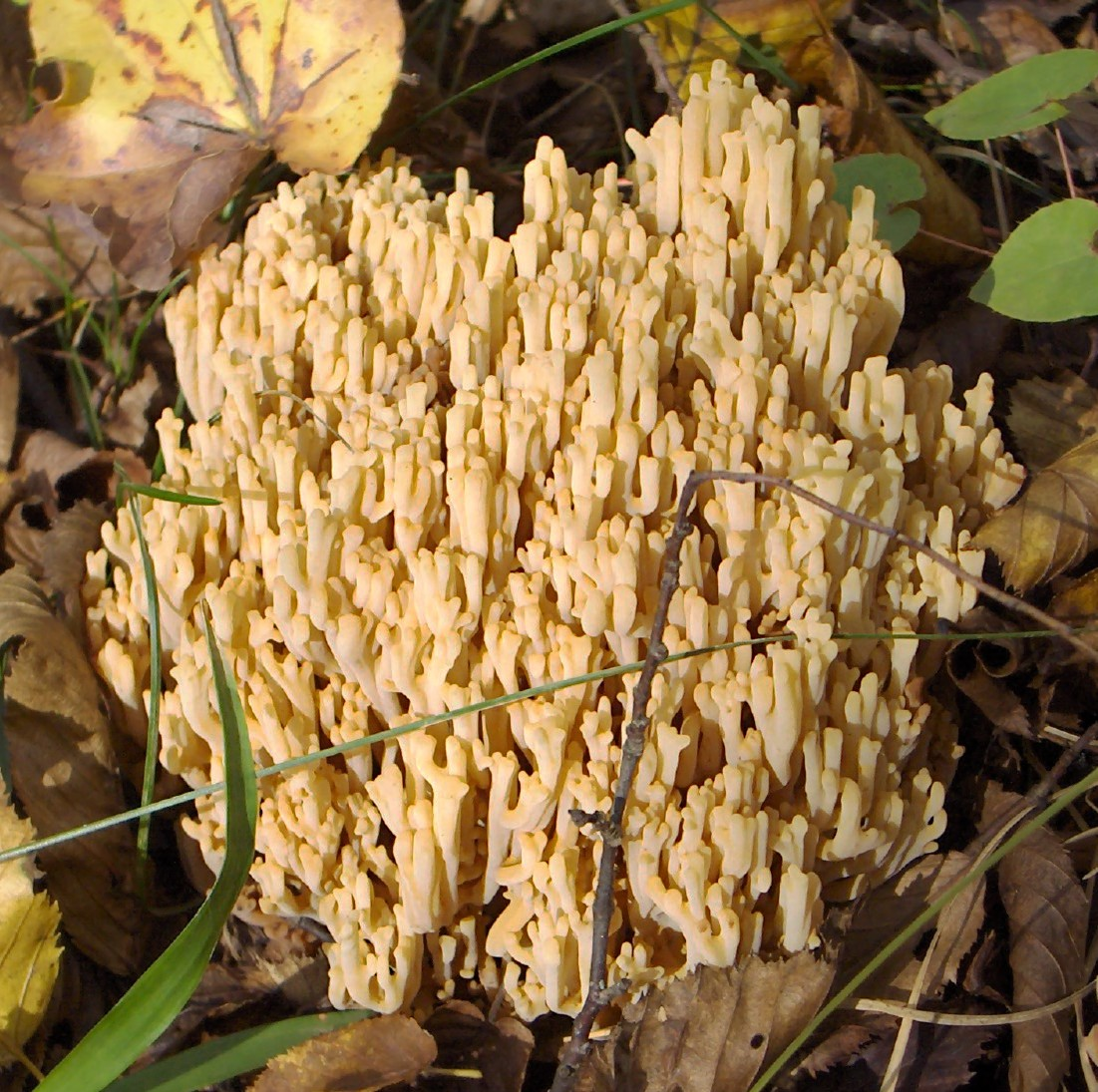